# Bosones W y Z
Los bosones W y Z son las partículas mediadoras de la interacción nuclear débil, una de las cuatro interacciones fundamentales de la naturaleza. Son dos tipos de partículas fundamentales, muy masivas, que se encargan en general de cambiar el sabor de otras partículas, los leptones y los quarks.
Fueron descubiertas en el CERN, en 1983; aunque su existencia y características generales habían sido predichas mucho antes. El bosón W recibe ese nombre de la palabra inglesa weak, ‘débil’, por la interacción débil a la que caracteriza. El bosón Z puede haber recibido ese nombre por ser el último de los tres en descubrirse, o tal vez por tener carga eléctrica cero (zero, en inglés). En español también se suelen conocer como «bosones intermedios».

## Propiedades

Bosón Z

Existen dos tipos de bosones W: uno con carga eléctrica positiva igual a la carga elemental y el otro con la misma carga pero negativa. Se simbolizan W+ y W− y ambos son respectivamente antipartículas del otro[cita requerida]. El bosón Z es eléctricamente neutro, y es su propia antipartícula[cita requerida].
Los tres tipos de bosones son muy masivos para ser partículas elementales. Los bosones W tienen una masa de 80.4 GeV/c2, y el bosón Z de 91.2 GeV/c2. Son más masivos que los núcleos de hierro, lo que explica perfectamente que las distancias a las que esta interacción actúa sean tan pequeñas, del orden de 10-18 m.
Los tres bosones tienen un spin de 1, y una vida media muy corta del orden de 10-25 segundos.

Bosón W.

## Los bosones W y Z en la interacción débil
Cuando un leptón o un quark parece convertirse en uno más ligero (se desintegra o decae), se dice que cambian de sabor. Todos los procesos de cambio de sabor se deben a la interacción débil, y en todas ellas interviene uno de los tres tipos de bosones intermedios.
Uno de los procesos más importantes en los que intervienen los bosones W es la desintegración beta, en la que un neutrón se 'convierte' en un protón:
{\displaystyle {\hbox{n}}\to {\hbox{p}}+{\hbox{e}}^{-}+{\overline {\nu }}_{e}}
Como podemos observar, el neutrón se convierte en un protón y emite además un electrón y un electrón-antineutrino. Pero el neutrón no es una partícula elemental, está hecho de 2 quarks abajo y un quark arriba (y además de gluones), y se convierte en protón porque uno de los quarks abajo cambia su sabor a arriba.
{\displaystyle {\hbox{d}}\to {\hbox{u}}+{\hbox{e}}^{-}+{\overline {\nu }}_{e}}
Pero el quark abajo no es el que emite el electrón y el neutrino. De hecho, el quark abajo solo se convierte en el quark arriba y en un bosón W negativo (para conservar la carga eléctrica del sistema). Es el bosón W el que casi instantáneamente después decae en los dos leptones.
{\displaystyle {\hbox{d}}\to {\hbox{u}}+{\hbox{W}}^{-},\,\,\,\,{\hbox{W}}^{-}\to {\hbox{e}}^{-}+{\overline {\nu }}_{e}}
En el caso de la emisión de positrones, el bosón intermedio implicado es el positivo; se trata de la conversión de un protón en neutrón, positrón y electrón-neutrino. 
Viendo los casos anteriores, el bosón Z debería intervenir en los procesos que no implican cambio en la carga eléctrica de la partícula afectada (pero sí cambio de sabor), pero no es el caso. Este bosón solo actúa como partícula portadora de momento lineal: cuando dos partículas se intercambian un bosón Z una le está pasando momento a la otra. Este intercambio se llama interacción de corriente neutra, ninguna de las partículas afectadas cambia de sabor y su estudio requiere el uso de los aceleradores de partículas más energéticos del mundo.

## Bosones W y Z virtuales
Siguiendo con el ejemplo anterior, vemos que el quark abajo se convierte en un quark arriba y en un bosón W. Esto viola claramente la ley de conservación de la masa-energía, ya que parece imposible que haya tanta energía en el sistema como para que un ligerísimo quark genere de pronto un bosón W que tiene más de 20.000 veces su masa original. Pero el bosón W existe sólo durante unos 10-25 segundos; debido al principio de indeterminación de Heisenberg, existe durante un tiempo tan breve, que no se podrá nunca medir su cantidad de movimiento (función de la masa) y posición con total exactitud.
Sólo hay que tener en cuenta que la masa-energía al final y al principio son equivalentes, y que en medio hubo una asimetría de masa-energía tan breve que es como si la realidad ni se diera cuenta de ella. Las partículas que hacen ese tipo de cosas se llaman partículas virtuales, y se dan también en las otras fuerzas fundamentales, pero la masa de los bosones W y Z hace que esta idea cobre mayor relevancia.

## Predicción de su existencia
Debido al gran éxito de la electrodinámica cuántica para el caso de la interacción electromagnética en los años 50, los científicos[¿quién?] intentaron desarrollar una teoría similar para la interacción débil. La teoría culminó con la aparición de la teoría que unifica el electromagnetismo con la interacción débil: la teoría electrodébil. Por su trabajo en la teoría electrodébil; Sheldon Glashow, Steven Weinberg, y Abdus Salam recibieron el premio Nobel de física.
La teoría electrodébil postuló entonces la existencia de los bosones W para explicar la desintegración beta, y también postuló la existencia del bosón Z y de la transferencia de momento por parte del mismo. El mayor problema que tuvo la teoría fue que los portadores tuvieran masa, al contrario que los demás que no la tienen. Una explicación, el mecanismo de Higgs, rompe la simetría de la teoría SU(2) (cuaternios reales) de gauge para dar masa a los bosones W y Z; y además predice la existencia del bosón de Higgs, causante de la masa de todas las partículas, salvo la de los neutrinos.
La combinación de dicha teoría de gauge, la interacción electromagnética y el mecanismo de Higgs recibe el nombre de modelo de Glashow-Weinberg-Salam.

### Cálculo de masas mediante el mecanismo de Higgs
En esta sección se ilustra el mecanismo de Higgs que conduce a que los bosones vectoriales Z0 y W± adquieran una masa efectiva. En esencia, se conjetura que tras los bosones Z0 y W± inicialmente habría partículas sin masa descritas por los campos y . Pero como estos campos intereaccionan de una manera compleja con el bosón de Higgs acaban comportándose como partículas másicas, por lo que en situaciones donde el bosón de Higgs no sea observable cabe esperar que la interacción débil se manifieste mediante bosones vectoriales sin masa sino como partículas másicas, tal como se ha observado.
Para ver formalmente cómo funciona el mecanismo de Higgs desde un punto de vista matemático se parte de una lagrangiana que describe dos campos bosónicos escalares complejos, en la que por un mecanismo de Higgs ocurrirá una ruptura de simetría local no abeliana. La lagrangiana inicial es:

(1){\displaystyle {\mathcal {L}}=\left(D^{\mu }\phi \right)^{\dagger }\left(D_{\mu }\phi \right)-V\left(\phi ^{\dagger },\phi \right)-{\frac {1}{4}}{\vec {G}}^{\mu \nu }\cdot {\vec {G}}_{\mu \nu }-{\frac {1}{4}}F^{\mu \nu }F_{\mu \nu },}

donde:
{\displaystyle D_{\mu }=\partial _{\mu }+1/2\left(ig\tau ^{l}W_{\mu }^{l}+ig'B_{\mu }\right)}, es la derivada covariante asociada a los campos de gauge
{\displaystyle \phi ,\phi ^{\dagger }} describen el campo asociado a los fermiones que interactúan mediante el campo electrodébil.
{\displaystyle V\left(\phi ^{\dagger },\phi \right)=1/2\left(\mu ^{2}\phi ^{\dagger }\phi +\lambda ^{2}\left(\phi ^{\dagger }\phi \right)^{2}\right)} es el llamado potencial bicuadrático,
{\displaystyle F_{\mu \nu }=\partial _{\mu }B_{\nu }-\partial _{\nu }B_{\mu }}, es el tensor de campo abeliano, análogo al tensor de campo electromagnético.
{\displaystyle G_{\mu \nu }=\partial _{\mu }W_{\nu }-\partial _{\nu }W_{\mu }+ig[W_{\mu },W_{\nu }]}, es el tensor de campo no-abeliano.
En el lagrangiano anterior pueden darse dos casos posibles:
- Si {\displaystyle \mu ^{2}>0} es la lagrangiana que describe la teoría de Yang-Mills.
- Si {\displaystyle \mu ^{2}<0} es el caso que interesa donde puede romperse la simetría asociada al grupo especial unitario {\displaystyle \mathrm {SU} (2)} de manera espontánea.

Por tanto, para ilustrar el mecanismo de Higgs para la ruptura espontánea de la simetría {\displaystyle \mathrm {SU} (2)} se supone que {\displaystyle \mu ^{2}<0}, y en ese caso el mínimo del potencial bicuadrático vendrá dado por:

(2){\displaystyle V\left(\phi ^{\dagger },\phi \right)_{0}=-{\frac {1}{2}}{\frac {\mu ^{2}}{\lambda ^{2}}}={\frac {\nu ^{2}}{2}}}

En estas circunstancias sin pérdida de generalidad puede tomarse como estado que representa al vacío efectivo el siguiente: 

(3){\displaystyle \phi _{0}=\left({\begin{array}{c}0\\{\frac {\nu }{\sqrt {2}}}\end{array}}\right)}

Considerando un desarrollo à la Taylor alrededor de {\displaystyle \scriptstyle \phi _{0}}, el vector que da el estado de campo puede representarse como:

(4a){\displaystyle \phi =\left({\begin{array}{c}0\\{\frac {\nu }{\sqrt {2}}}\\\end{array}}\right)+\left({\begin{array}{c}\varphi _{1}+i\varphi _{2}\\\varphi _{3}+i\varphi _{4}\\\end{array}}\right)}

El anterior estado puede reparametrizarse como una perturbación en términos de cuatro campos reales: tres {\displaystyle \epsilon (x)} y un {\displaystyle \phi (x)}:

(4b){\displaystyle \phi (x)=e^{-i\epsilon ^{l}(x){\frac {\tau ^{l}}{2}}}\left({\begin{array}{c}0\\{\frac {\nu +\varphi (x)}{\sqrt {2}}}\\\end{array}}\right)}

Como la teoría es invariante por la acción del grupo unitario U(1), mediante una transformación la expresión anterior puede escribirse de manera equivalente como:

(4c){\displaystyle \phi (x)=\left({\begin{array}{c}0\\{\frac {\nu +\varphi (x)}{\sqrt {2}}}\\\end{array}}\right)}

La libertad de elección de gauge se usa para convertir {\displaystyle \scriptstyle \phi } en una componente de un isoespinor. La añadimos en la lagrangiana:

(5a){\displaystyle {\begin{matrix}{\mathcal {L}}=\left[\partial ^{\mu }\phi ^{\dagger }-\phi ^{\dagger }\left(igW^{\mu }+i{\frac {g'}{2}}B^{\mu }\right)\right]\left[\left(\partial _{\mu }+igW_{\mu }+i{\frac {g'}{2}}B_{\mu }\right)\phi \right]-\dots \\\dots V\left(\phi ^{\dagger }\phi \right)-{\frac {1}{4}}{\vec {G}}^{\mu \nu }\cdot {\vec {G}}_{\mu \nu }-{\frac {1}{4}}F^{\mu \nu }F_{\mu \nu }\end{matrix}}}

Reordenando los términos, el lagrangiano queda:

(5b){\displaystyle {\begin{matrix}{\mathcal {L}}={\frac {1}{2}}\left[\left(\partial ^{\mu }\varphi \right)\left(\partial _{\mu }\varphi \right)+\mu ^{2}\varphi ^{2}\right]-{\frac {1}{4}}{\vec {G}}^{\mu \nu }\cdot {\vec {G}}_{\mu \nu }-{\frac {1}{4}}F^{\mu \nu }F_{\mu \nu }+\dots \\\dots {\frac {g^{2}}{8}}\nu ^{2}\left(W^{1\mu }W_{\mu }^{1}+W^{2\mu }W_{\mu }^{2}\right)+{\frac {1}{8}}\nu ^{2}\left(gW^{3\mu }-g'B^{\mu }\right)\left(gW_{\mu }^{3}-g'B^{\mu }\right)+{\mathcal {O}}(.^{2})+\Lambda \end{matrix}}}

Si ahora se separa el campo {\displaystyle \scriptstyle W^{3}} del campo {\displaystyle \scriptstyle B} y se introduce el ángulo de Weinberg como:
{\displaystyle \theta _{w}\rightarrow \tan {\left(\theta _{w}\right)}={g'}/{g}}
Se pueden escribir las siguientes combinaciones de campos o "campos derivados":

(6a)
{\displaystyle gW_{\mu }^{3}-g'B_{\mu }={\frac {g}{\cos {\theta _{w}}}}\left(\cos {\theta _{w}}W_{\mu }^{3}-\sin {\theta _{w}}B_{\mu }\right)\equiv {\frac {g}{\cos {\theta _{w}}}}Z_{\mu }}
{\displaystyle A_{\mu }=\sin {\theta _{w}}W_{\mu }^{3}+\cos {\theta _{w}}B_{\mu }.}

La langrangiana puede escribirse en términos de estos nuevos campos como:

(5c){\displaystyle {\mathcal {L}}={\frac {1}{2}}\left[\left(\partial ^{\mu }\varphi \right)\left(\partial _{\mu }\varphi \right)+\mu ^{2}\varphi ^{2}\right]-{\frac {1}{4}}\sum _{i=1}^{2}{\left(\left(\partial ^{\mu }W^{i\nu }-\partial ^{\nu }W^{i\mu }\right)\left(\partial _{\mu }W_{\nu }^{i}-\partial _{\nu }W_{\mu }^{i}\right)-{\frac {1}{2}}g^{2}\nu ^{2}W^{i\mu }W_{\mu }^{i}\right)}}
{\displaystyle -{\frac {1}{4}}\left(\left(\partial ^{\mu }Z^{\nu }-\partial ^{\nu }Z^{\mu }\right)\left(\partial _{\mu }Z_{\nu }-\partial _{\nu }Z_{\mu }\right)-{\frac {1}{2}}\left(g^{2}+g'^{2}\right)\nu ^{2}Z^{\mu }Z_{\mu }\right)-{\frac {1}{4}}\left(\partial ^{\mu }A^{\nu }-\partial ^{\nu }A^{\mu }\right)+{\mathcal {O}}(.^{2})}

Por fin tenemos un campo escalar masivo {\displaystyle \varphi } de Higgs, con masa {\displaystyle {\sqrt {-\mu ^{2}}}}. Además hay tres bosones vectoriales masivos: {\displaystyle W^{1}}, {\displaystyle W^{2}} y {\displaystyle Z}. Las masas son:
- {\displaystyle m_{W^{1}}=g{\frac {\nu }{2}}=m_{W^{2}}}
- {\displaystyle m_{Z}={\sqrt {g^{2}+g'^{2}}}{\frac {\nu }{2}}={\frac {m_{W}}{\cos {\theta _{w}}}}}

Los generadores {\displaystyle {\frac {\tau _{1}}{2}}},{\displaystyle {\frac {\tau _{2}}{2}}} y {\displaystyle 1-{\frac {\tau _{3}}{2}}} no dejan el vacío invariante. Pero {\displaystyle 1+{\frac {\tau _{3}}{2}}} sí, y es el responsable de que deje el campo {\displaystyle A_{\mu }} no tenga masa. El mecanismo de Higgs da masa a los bosones de Gauge, comiéndose tres de los cuatro campos de Higgs.

## Descubrimiento de los bosones
Su descubrimiento fue uno de los mayores logros del CERN. Primero, el laboratorio descubrió muchos de los efectos que se previeron para estos bosones; y después, en 1983, descubrió a las propias partículas.

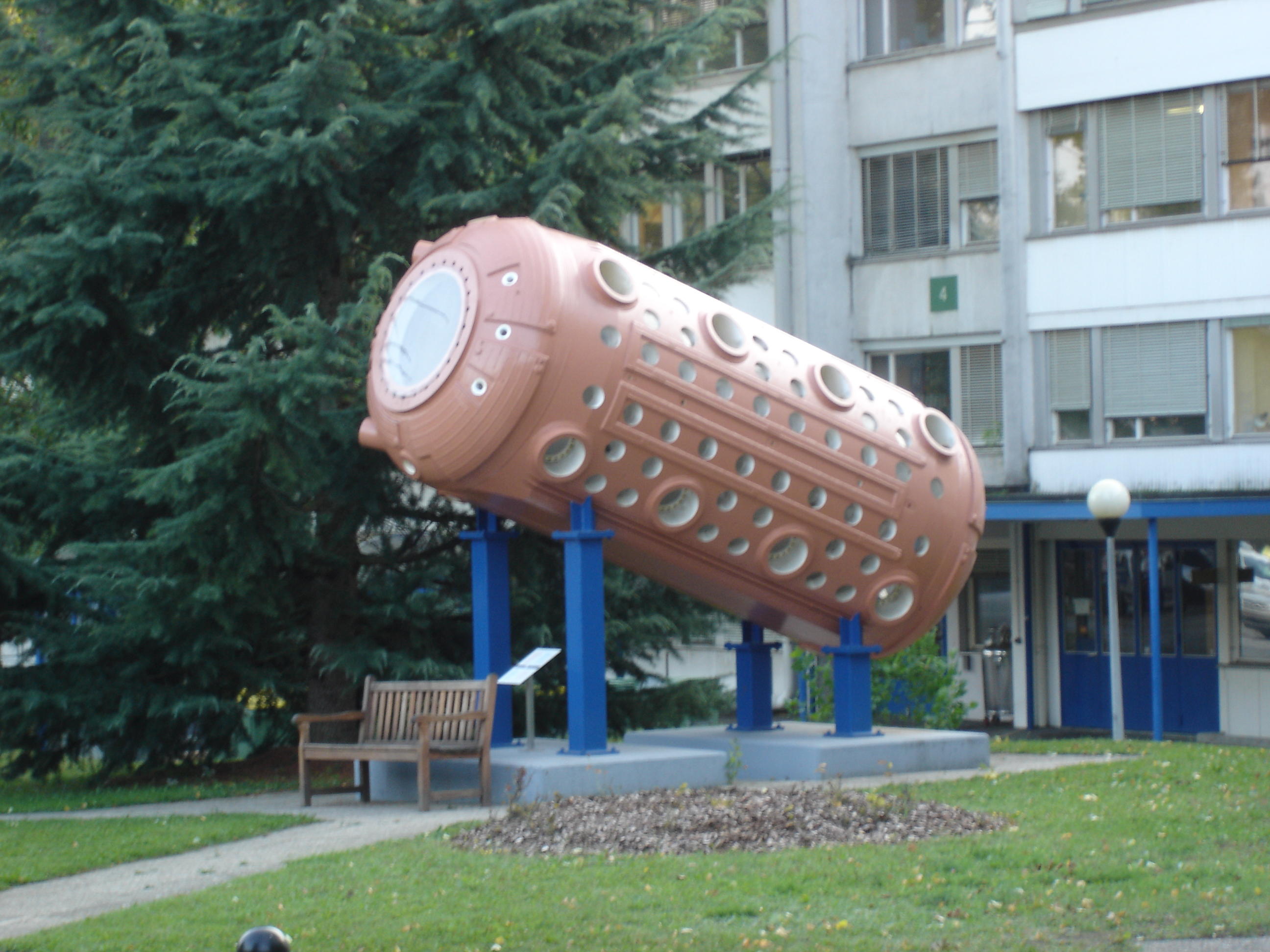
La cámara de burbujas de Gargamelle, ahora expuesta en el CERN.

Desde principios del siglo XX se conoce la desintegración beta, uno de los efectos más importantes de la interacción débil mediada por los bosones W. Se tuvo que esperar hasta 1973 para que la cámara de burbujas Gargamelle observara los efectos de la interacción de corriente neutra por parte de bosones Z, ya prevista por la reciente teoría electrodébil. Se fotografió cómo unos cuantos electrones comenzaron de pronto a moverse sin más. Este hecho insólito se interpretó como el intercambio de un bosón Z por parte de una partícula no observada, un neutrino.
El descubrimiento propiamente dicho de los bosones tuvo que esperar diez años hasta la construcción del Super Proton Synchrotron. Entonces, se pudo demostrar la existencia de los bosones W y Z durante una serie de experimentos dirigidos por Carlo Rubbia y Simon van der Meer (los experimentos UA1 y UA2). Ambos científicos recibieron el premio Nobel de física en 1984 por su descubrimiento.

## Medición inesperada de la masa del bosón W en 2022
Antes de 2022, las mediciones de la masa del bosón W parecían ser consistentes con el Modelo Estándar. Por ejemplo, en 2021, se evaluó que las mediciones experimentales de la masa del bosón W convergían alrededor de 80379 ± 12 MeV.
Sin embargo, en abril de 2022, un nuevo análisis de los datos obtenidos por el colisionador Fermilab Tevatron antes de su cierre en 2011 determinó que la masa del bosón W era 80433 ± 9 MeV, siete desviaciones estándar por encima de lo predicho por el modelo estándar, lo que significa que si el modelo es correcto sólo debería haber una billonésima de probabilidad de que una masa tan grande surja por un error de observación no sistemático. Según Ashutosh Kotwal de la Universidad de Duke y líder del Collider Detector en la colaboración Fermilab, la luminosidad del haz inferior utilizada redujo la posibilidad de que eventos de interés quedaran oscurecidos por otras colisiones y que el uso de colisiones protón-antiprotón simplifica el proceso de aniquilación quark-antiquark, que luego se descompuso para dar un leptón y un neutrino. El equipo encriptó deliberadamente sus datos y se ocultó cualquier resultado preliminar hasta que se completó el análisis, para evitar que un "sesgo de confirmación" distorsionara su interpretación de los datos. Kotwal lo describió como "la grieta más grande en esta hermosa teoría", especulando que podría ser la "primera evidencia clara" de otras fuerzas o partículas no explicadas por el modelo estándar, y que podrían explicarse por teorías como la supersimetría. El físico teórico ganador del Nobel Frank Wilczek describió el resultado como un "trabajo monumental".
Además de ser inconsistente con el Modelo Estándar, la nueva medición también es inconsistente con mediciones anteriores como ATLAS. Esto sugiere que las mediciones antiguas o nuevas, a pesar de todas las precauciones, tienen un error sistemático inesperado, como una anomalía no detectada en el equipo. Los experimentos futuros con el LHC pueden ayudar a determinar qué conjunto de mediciones, si las hay, son las correctas. El subdirector del Fermilab, Joseph Lykken, reiteró que "... la (nueva) medición necesita ser confirmada por otro experimento antes de que pueda interpretarse completamente." Matthias Schott, de la Universidad de Mainz, comentó que "no creo tenemos que discutir qué nueva física podría explicar la discrepancia entre CDF [Detector de colisionador en Fermilab] y el modelo estándar; primero tenemos que entender por qué la medición CDF está en fuerte tensión con todas [las demás mediciones]".
En 2023, el experimento ATLAS publicó una medición mejorada de la masa del bosón W, 80360 ± 16 MeV, que se alineaba con las predicciones del modelo estándar. La combinación de todas las mediciones de la masa del bosón W, excluyendo la medición de CDF, produce un valor de (80369,2 ± 13,3) MeV/c², que se desvía de la medición de CDF con una significancia de 3,6σ.